# Le grand soir
Le grand soir är en låt framförd av den portugis-belgiska sångaren Nuno Resende. Låten representerade Belgien vid Eurovision Song Contest 2005 i Kiev i Ukraina. Låten är skriven av Alec Mansion och Frédéric Zeitoun.
Bidraget framfördes i semifinalen den 19 maj 2005 men tog sig inte vidare till final. Det slutade på tjugoandra plats med 29 poäng.